# Скопосени (Горбан)
Скопосени (рум. Scoposeni) насеље је у Румунији у округу Јаши у општини Горбан. Oпштина се налази на надморској висини од 25 m.

## Становништво
Према подацима из 2002. године у насељу је живело 686 становника, од којих су сви румунске националности.